# Pape émérite
Pour les articles homonymes, voir Émérite.

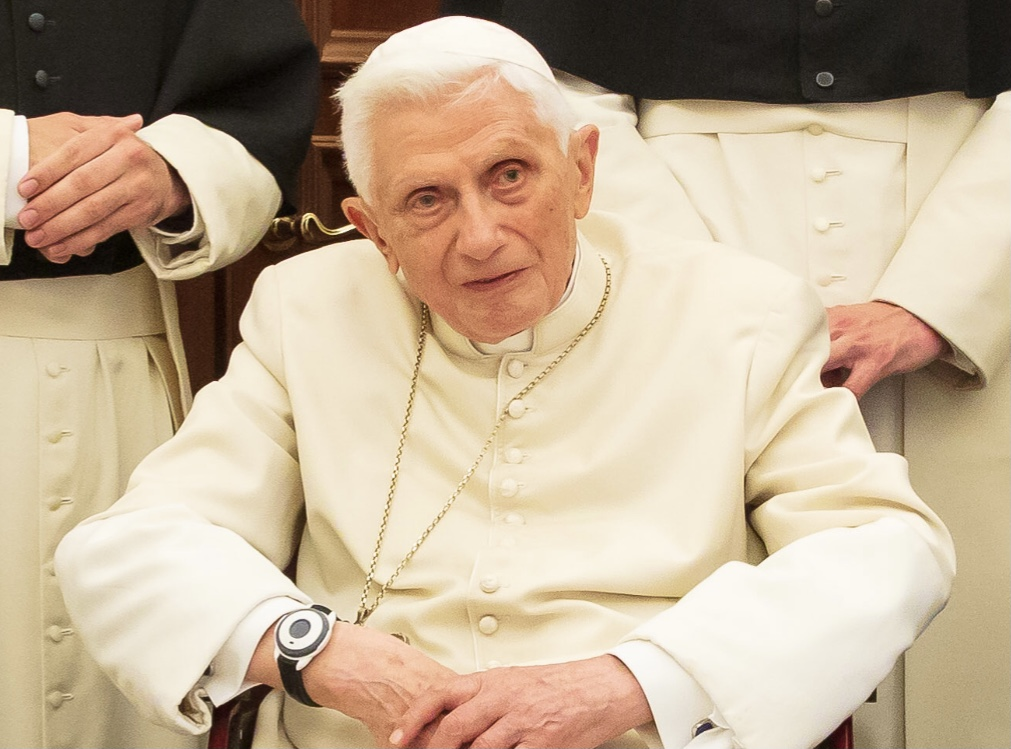
Benoît XVI, pape émérite de février 2013 à décembre 2022

Pape émérite ou pontife émérite est le titre assumé par Benoît XVI, pape de l'Église catholique, du moment de sa démission de la charge de pontife romain, le 28 février 2013, à sa mort, le 31 décembre 2022.
Le titre de « pape émérite » n'est prévu par aucune législation de l'Église catholique.
Benoît XVI est le seul pape à avoir utilisé le titre de pape émérite après la renonciation au titre de souverain pontife.